# Chauvincourt-Provemont
Chauvincourt-Provemont település Franciaországban, Eure megyében. Lakosainak száma 393 fő (2022. január 1.). Chauvincourt-Provemont Bernouville, Dangu, Étrépagny, Gamaches-en-Vexin, Noyers, Sainte-Marie-de-Vatimesnil és Vesly községekkel határos.

## Népesség
A település népességének változása:
| Lakosok száma | 159  | 243  | 248  | 327  | 351  | 362  | 365  | 367  | 377  | 393  |
|               | 1968 | 1982 | 1990 | 2006 | 2013 | 2015 | 2017 | 2019 | 2020 | 2022 |